# Grobonou-Dan
Grobonou-Dan est une localité située au sud-ouest de la Côte d'Ivoire, et appartenant au département de San-Pédro, dans la Région du Bas-Sassandra.
La localité de Grobonou-Dan est un chef-lieu de commune.